# Droga międzynarodowa M18 (Ukraina)
Droga Magistralna M18 − droga na Ukrainie. Jest częścią drogi europejskiej E105, odcinkiem H19, M03, P34, P37. Jej drugi, 28-kilometrowy, odcinek przechodzi przez centrum Charkowa.